# Волков Віктор Михайлович
Віктор Михайлович Волков (нар. 31 серпня 1896 — пом. 24 серпня 1915) — молодший офіцер Російської імператорської армії.

## Біографія
Народився в Полтавській губернії, батько — викладач Владивостоцької гімназії.
Закінчив шість класів Миколаївської гімназії і Чугуївське військове училище (пришвидшений випуск 1 грудня 1914 року).
1 серпня 1914 року отримав звання прапорщика, 24 грудня був зарахований до 6-ї роти 124-го піхотного запасного батальйону молодшим офіцером. 2 березня 1915 року відправлений у діючу армію і викреслений зі списків батальйону.
7 квітня прибув до 237-го Грайворонського полку.
15 серпня був нагороджений орденом Святої Анни IV ступеня з надписом «За хоробрість».
Помер від ран 24 серпня у 2-му лазареті 60-ї піхотної дивізії. Похований у місті Альтонь Курляндської губернії.